# Thập niên 890 TCN
Thập niên 890 TCN hay thập kỷ 890 TCN chỉ đến những năm từ 890 TCN đến 899 TCN.

## Sự kiện
892 TCN— Megacles , Vua của Athens , qua đời sau 30 năm trị vì và được kế vị bởi con trai ông là Diognetus .

891 TCN— Tukulti-Ninurta II kế vị cha mình là Adad-nirari II làm vua của Assyria .

## Mất
895 TCN: Chu Cung vương